# ÍB Vestmannaeyja
Pour les articles homonymes, voir IBV.
Maillots
Actualités
L'Íþróttabandalag Vestmannaeyja ou tout simplement IBV est un club omnisports islandais basé aux îles Vestmann, Vestmannaeyjar en islandais. Il est notamment connu pour ses sections football et handball. En football, l'Islandais Hermann Hreidarsson est l'entraineur depuis février 2022.

## Historique
- 1903 : fondation du club
- 1969 : 1re participation de la section de football à une Coupe d'Europe (C2, saison 1969/70)

## Section football

### Bilan sportif

#### Palmarès
- Championnat d'Islande
  - Champion : 1979, 1997, 1998
  - Vice-champion : 1971, 1972, 1982, 1999, 2001, 2004

- Championnat d'Islande de deuxième division
  - Champion : 1967, 1976, 1985, 2008

- Coupe d'Islande
  - Vainqueur : 1968, 1972, 1981, 1998, 2017
  - Finaliste : 1970, 1980, 1983, 1996, 1997, 2000, 2016

#### Bilan européen
Légende
- Victoire ou qualification pour le tour suivant
- Match nul
- Défaite ou élimination de la compétition

Note : dans les résultats ci-dessous, le score du club est toujours donné en premier
| Saison    | Compétition               | Tour                | Club                     | Domicile | Extérieur | Total  |
| --------- | ------------------------- | ------------------- | ------------------------ | -------- | --------- | ------ |
| 1969-1970 | Coupe des coupes          | Seizièmes de finale | Levski Sofia             | 0 - 4    | 0 - 4     | 0 - 8  |
| 1972-1973 | Coupe UEFA                | Premier tour        | Viking FK                | 0 - 0    | 0 - 1     | 0 - 1  |
| 1973-1974 | Coupe des coupes          | Seizièmes de finale | Borussia Mönchengladbach | 0 - 7    | 1 - 9     | 1 - 16 |
| 1978-1979 | Coupe UEFA                | Premier tour        | Glentoran FC             | 0 - 0    | 1 - 1     | 1E - 1 |
| 1978-1979 | Coupe UEFA                | Seizièmes de finale | Śląsk Wrocław            | 0 - 2    | 1 - 2     | 1 - 4  |
| 1980-1981 | Coupe des clubs champions | Seizièmes de finale | Baník Ostrava            | 1 - 1    | 0 - 1     | 1 - 2  |
| 1982-1983 | Coupe des coupes          | Seizièmes de finale | Lech Poznań              | 0 - 1    | 0 - 3     | 0 - 4  |
| 1983-1984 | Coupe UEFA                | Premier tour        | Carl Zeiss Jena          | 0 - 0    | 0 - 3     | 0 - 3  |
| 1984-1985 | Coupe des coupes          | Seizièmes de finale | Śląsk Wrocław            | 1 - 3    | 2 - 4     | 3 - 7  |
| 1996-1997 | Coupe UEFA                | Tour préliminaire   | Lantana Tallinn          | 0 - 0    | 1 - 2     | 1 - 2  |
| 1997-1998 | Coupe des coupes          | Tour préliminaire   | Hibernians FC            | 3 - 1    | 0 - 1     | 3 - 2  |
| 1997-1998 | Coupe des coupes          | Seizièmes de finale | VfB Stuttgart            | 1 - 3    | 1 - 2     | 2 - 5  |
| 1998-1999 | Ligue des champions       | Premier tour Q      | Obilić Belgrade          | 1 - 2    | 0 - 2     | 1 - 4  |
| 1999-2000 | Ligue des champions       | Premier tour Q      | KF Tirana                | 1 - 0    | 2 - 1     | 3 - 1  |
| 1999-2000 | Ligue des champions       | Deuxième tour Q     | MTK Hungária             | 0 - 2    | 1 - 3     | 1 - 5  |
| 2000-2001 | Coupe UEFA                | Tour préliminaire   | Heart of Midlothian      | 0 - 2    | 0 - 3     | 0 - 5  |
| 2002-2003 | Coupe UEFA                | Tour préliminaire   | AIK Solna                | 1 - 3    | 0 - 2     | 1 - 5  |
| 2005-2006 | Coupe UEFA                | Premier tour Q      | B36 Tórshavn             | 1 - 1    | 1 - 2     | 2 - 3  |
| 2011-2012 | Ligue Europa              | Premier tour Q      | St. Patrick's Athletic   | 1 - 0    | 0 - 2     | 1 - 2  |
| 2012-2013 | Ligue Europa              | Premier tour Q      | St. Patrick's Athletic   | 2 - 1 ap | 0 - 1     | 2 - 2E |
| 2013-2014 | Ligue Europa              | Premier tour Q      | HB Tórshavn              | 1 - 1    | 1 - 0     | 2 - 1  |
| 2013-2014 | Ligue Europa              | Deuxième tour Q     | Étoile rouge de Belgrade | 0 - 0    | 0 - 2     | 0 - 2  |
| 2018-2019 | Ligue Europa              | Premier tour Q      | Sarpsborg 08 FF          | 0 - 4    | 0 - 2     | 0 - 6  |

## Section handball

### Palmarès
section masculine
- championnat d'Islande (2)
  - champion : 2014, 2018
- coupe d'Islande (3)
  - vainqueur : 1991, 2015, 2018

section féminine
- championnat d'Islande (4)
  - champion : 2000, 2003, 2004 et 2006

## Personnalités liées au club
- Entraineurs football[2]